# Matyszewo (osiedle)
Matyszewo (ros. Матышево) – osiedle przy stacji w Rosji, w obwodzie wołgogradzkim, w rejonie rudniańskim. W 2021 liczyło 109 mieszkańców.